# Mohamed Nagur
Mohamed Nizam Nagur (ur. 20 czerwca 1987) – lankijski piłkarz występujący na pozycji pomocnika, pięciokrotny reprezentant jednej z najsłabszych drużyn piłkarskich na świecie - Sri Lanki, w której to gra od 2011 roku.

## Kariera klubowa
Mohamed Nagur karierę klubową rozpoczął w 2010 roku w rodzimym klubie Java Lane Colombo, w którym gra do dzisiaj (stan na 7 lipca 2012).

## Kariera reprezentacyjna
Mohamed Nizam Nagur reprezentuje Sri Lankę - jedną z najsłabszych drużyn narodowych na świecie; gra w reprezentacji od 2011 roku; rozegrał w reprezentacji pięć oficjalnych spotkań, w których nie strzelił ani jednego gola.